# Love Message
"Love Message" (em português:  Mensagem de Amor) é uma canção composta por Scooter, Masterboy, E-Rotic, Mr. President, Fun Factory, Worlds Apart e U96 como mensagem de prevenção à AIDS.
Esta canção foi incluída no DMA Dance: Eurodance Vol. 2.